# Kyle Tucker
Kyle Daniel Tucker (Tampa, 17 gennaio 1997) è un giocatore di baseball statunitense, che gioca nel ruolo di esterno per gli Chicago Cubs della Major League Baseball (MLB).